# Coruña del Conde
Coruña del Conde là một đô thị trong tỉnh Burgos, Castile và León, Tây Ban Nha. Dân số 197 người.

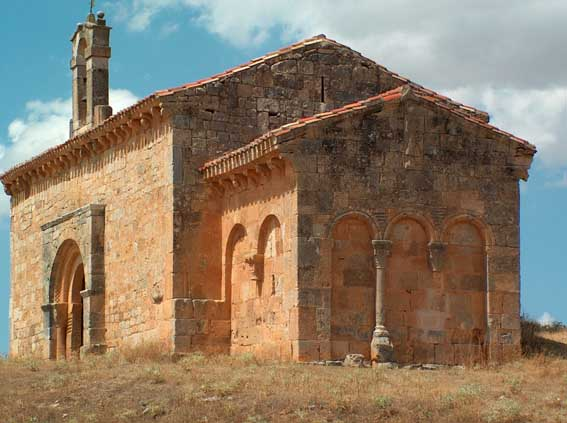
Hermitage of Santo Cristo de San Sebastián. Its square apse is of Visigothic origin.